# Deven Mack
Deven Christian Mack (* 22. April 1988 in Scarborough, Ontario, Kanada) ist ein kanadischer Synchronsprecher.

## Leben
Mack wurde 1988 geboren und begann 2019 mit seiner Karriere.

## Synchronisation

### Filme
- 2021: In 80 Tagen um die Welt als dummer Skorpion

### Serien
- 2019: Corn & Peg als Giddy-Up
- 2019-2020: Dragamonz als Boaragon, Gorgor und Grimserver
- 2019–2021: Hallo Ninja als Ladenbesitzer
- 2020, 2022: Ninjago als König Vangelis, Korgrans Axt und Hauptwache
- 2021: Bakugan: Battle Planet als Arcleon und Wynton Styles
- 2022: Angry Birds: Verrückter Sommer als Chuck und Harold
- 2022: Daniel Spellbound als Hoagie
- 2022–2024: Sonic Prime als Sonic the Hedgehog
- 2022: Transformers: BotBots als Dimlit, Dinger, und Streuselbeerchen
- 2023: Der Prinz des Drachen als Pharos
- seit 2023: Ninjago: Aufstieg der Drachen als Arin, Grab-Barg, Gus, Juror, Klauenjäger und Nokt
- seit 2023: Rubble & Crew als Omar